# 桂红蜂鸟
桂红蜂鸟（学名：Amazilia rutila）是雨燕目蜂鸟科的一种鸟类。
桂红蜂鸟体重约5.24克，翼长约57毫米，嘴峰长约24.5毫米，喙宽度约2.7毫米，喙厚度约2.1毫米，跗蹠长约5.1毫米，尾长约38.6毫米。桂红蜂鸟在其分布区内为留鸟，其栖息在半开放的中等高度的林地中，食性为草食性，主要食物来源是植物的花蜜。

## 亚种
- [4]